# Olivier du Châtel
Olivier III du Chastel (mort le 16 mai 1525) est évêque de Saint-Brieuc de 1506 à sa mort.

## Biographie
Olivier III du Chastel ou du Châtel est issu de la famille du Chastel une ancienne lignée féodale bretonne. Il est le 3e fils de Olivier II du Chastel (+ après 1476) seigneur du Chastel, Leslein, Lesourny et Lescoët
et de son épouse Marie de Poulmic, fille aînée de Jean et de Charlotte de Beaumanoir. Destiné à l'Église il succède à Christophe de Penmarc'h. 
Il tombe malade d'une maladie de langueur. Le 14 mai 1525 il fait son testament et désigne comme héritiers son neveu François du Chastel, vicomte de Pomerit et Charles du Quélennec, vicomte du Faou. Il meurt deux jours plus tard .